# Eloeophila dravidiana
Eloeophila dravidiana är en tvåvingeart som först beskrevs av Alexander 1971.  Eloeophila dravidiana ingår i släktet Eloeophila och familjen småharkrankar. Inga underarter finns listade i Catalogue of Life.